# Алас
Аласите (на якутски: Алаас) са плоски котловинообразни понижения, срещащи се в районите с вечно замръзнала почва, образуващи се при слягане на земната повърхност в резултат от затоплянето на климата и топенето на подземните ледове. Обикновено имат кръгообразна форма с диаметър от няколко десетки m до няколко km и дълбочина от 1 до 15 m (в отделни случаи до 30 m). В тях почти винаги се образуват остатъчни езера. Аласите са много характерни за Централноякутската низина и са подложени на термокарстови явления. Почти повсеместно територията на аласите се използва за пасищно животновъдство. В отделни случаи аласи се наричат и пресъхнали речни старици, суфозионни падини и други форми на релефа.